# Skorumpowani (film 2008)
Skorumpowani – polski film sensacyjny z 2008 roku w reżyserii Jarosława Żamojdy.
Premiera filmu miała miejsce 18 kwietnia 2008 roku. Zdjęcia do filmu były kręcone od 12 czerwca do 2 sierpnia 2007. Na podstawie filmu powstał serial telewizyjny pod tym samym tytułem. Plenery: Warszawa (siedziba Komendy Głównej Policji przy ul. Puławskiej, port lotniczy Okęcie, stacja kolejowa Warszawa Powiśle), Celestynów (stacja kolejowa), Londyn (Tower Bridge).

## Opis fabuły
Fabuła przedstawia opartą na faktach akcję policji wymierzoną w międzynarodowe gangi zajmujące się przemytem narkotyków i handlem żywym towarem.

## Obsada
- Artur Łodyga – Maksymilian
- Olga Bołądź – Patrycja
- Max Ryan – Siergiej
- Jan Englert – Burzyński
- Jerzy Trela – „Cygaro”
- Olivier Gruner – Montenegro
- Mariusz Pujszo – komisarz Wejner
- Anna Dijuk – partnerka Burzyńskiego
- Piotr Borowski – Andriej
- Paweł Burczyk – „Nożyk”
- Aleksandra Kisio – Masza
- Robert Żołędziewski – Lowa
- Beata Ścibakówna – Burzyńska
- Krzysztof Wakuliński – „Apostoł”
- Maciej Józef Grubski – Janek
- Dariusz Bajkowski – Paweł
- Kamil Półtorak – barman w klubie „Havana”
- Jan Heba – doktor Lewandowski
- Rafał Gerlach – spiker
- Bartosz Picher – „Chudy”, Człowiek „Cygara”
- Wojciech Billip – komisarz Radwański
- Grzegorz Stosz – Raskolnikow
- Jerzy Słonka – ksiądz
- Roman Bugaj – „Szyja”
- Aleksander Podolak – technik
- Piotr Ligienza – syn Burzyńskiego
- Jacek Grondowy – zawiadowca stacji
- Michał Breitenwald
- Paweł Kleszcz
- Zbigniew Moskal
- Dariusz Pick
- Sebastian Skoczeń